# Типографская раскладка Ильи Бирмана

Файл для печати наклеек на клавиатуру под раскладку И. Бирмана

Типографская раскладка Ильи Бирмана — расширенная раскладка клавиатуры, созданная дизайнером Ильёй Бирманом. Она позволяет набирать специальные символы без использования символьных кодов в раскладках QWERTY и ЙЦУКЕН.
К примеру, чтобы набрать символ длинного тире в Windows, надо нажать Alt+0, 1, 5, 1. С помощью данной раскладки тот же символ можно ввести нажатием AltGr+-.
Примечание: ряд символов, например ← и →, добавляемых этой раскладкой, отсутствует в кодировке Windows-1251, поэтому их невозможно ввести в документ в этой кодировке или в окно программы, не поддерживающей Unicode.
По результатам опроса (2009) на сайте программы для обучения слепому десятипальцевому методу печати «Соло на клавиатуре», этой раскладкой пользуется 1,6 % опрошенных.
Спонсором английской версии типографской раскладки является известный онлайн-журнал для дизайнеров Smashing Magazine.

## Поддержка раскладки в различных ОС
Автор раскладки, челябинский дизайнер Илья Бирман, распространяет её в виде установочного пакета для Windows и для Mac. Windows-версия дистрибутива создана с помощью Microsoft Keyboard Layout Creator — бесплатной программы, предназначенной для подобных целей.
Имеются также сторонние реализации данной раскладки для Unix-подобных ОС.

## Различные версии раскладки
Первая версия раскладки была разработана в 2006 году.
В октябре 2008 — январе 2009 года Бирман выпустил вторую версию своей раскладки, дополненной буквами дореформенной кириллицы (такими как «ять», «и десятеричное», «ижица» и «фита»), всевозможными скобками, стрелками во все стороны, знаком бесконечности, а также возможностью набора символов с ударениями. Эта возможность пока отсутствует в версиях раскладки для Linux.
В апреле 2009 года Ильёй Бирманом по заказу Smashing Magazine была выпущена версия 2.1 qwerty-варианта раскладки, отличающаяся от предыдущих версий расположением кавычек: позволяет вводить дополнительные варианты кавычек, использующиеся в европейских языках, кавычки-ёлочки («») и кавычки-лапки („“) поменялись местами.
3 июля 2012 года Илья Бирман выпустил третью версию раскладки. Основные отличия от второй версии — новые символы и диакритические знаки для французского, немецкого и испанского языков:
- перевёрнутые «¡» и «¿»;
- буквы «ß» и «ẞ»;
- новые диакритические знаки: седиль (ça va), кружок (ångström);
- буллит (•) и знак диаметра (⌀).

Определённой популярностью пользуются также расширения первой версии раскладки Бирмана, позволяющие вводить символы кириллицы национальных алфавитов: украинского, белорусского, казахского. Существует также подобная раскладка для Mac OS X.

## Примеры
| Символ | Название                            | Сочетание клавиш на раскладке Бирмана |
| ------ | ----------------------------------- | ------------------------------------- |
| —      | длинное тире                        | AltGr+-                               |
| «      | открывающая двойная угловая кавычка | AltGr+<                               |
| »      | закрывающая двойная угловая кавычка | AltGr+>                               |
| ©      | знак авторского права               | AltGr+c                               |
| ®      | охраняемый знак                     | AltGr+r                               |
| ←      | стрелка влево                       | AltGr+9                               |
| →      | стрелка вправо                      | AltGr+0                               |
| ²      | вторая степень                      | AltGr+2                               |

## Диакритические знаки
Начиная с версии раскладки 2.0 добавлена поддержка ввода букв с диакритическими знаками, такими как «акут», «умляут» и «кратка». Для этого используется механизм мёртвых клавиш.
| Диакритический символ (+ буква «a») | Название                | сочетание клавиш, добавляющее диакритический символ к следующей букве |
| ----------------------------------- | ----------------------- | --------------------------------------------------------------------- |
| á                                   | акут, острое ударение   | ⇧ Shift+AltGr+/                                                       |
| ä                                   | умлаут                  | ⇧ Shift+AltGr+:                                                       |
| ă                                   | кратка, бреве           | ⇧ Shift+AltGr+й                                                       |
| ǎ                                   | гачек                   | ⇧ Shift+AltGr+v                                                       |
| â                                   | циркумфлекс             | ⇧ Shift+AltGr+^                                                       |
| à                                   | гравис, слабое ударение | ⇧ Shift+AltGr+`                                                       |
| ã                                   | тильда сверху           | ⇧ Shift+AltGr+n                                                       |

Таким образом, можно ввести буквы с диакритиками, присутствующие в популярных наборах символов Unicode (см. латинские буквы с диакритиками и кириллические буквы с диакритиками). Если же мы хотим добавить диакритик к букве, отсутствующей в этом списке (напр., для добавления ударения), имеется возможность ввода символов комбинирующихся диакритиков — для этого нужно двукратно нажать «мёртвую» клавишу для ввода соответствующего диакритического знака.

## Полная карта
Ниже дана полная интерактивная карта типографских и дополнительных символов русской стандартной раскладки. Символы, отмеченные зелёным цветом, печатаются при зажатой клавише AltGr, синие — при зажатых ⇧ Shift+AltGr. Если использовать AltGr+Пробел, то будет введён неразрывный пробел.

## Компании, использующие раскладку в своей работе
Раскладкой пользуются многие известные российские веб-студии и медиакомпании, среди которых Бюро Горбунова, Студия Лебедева, Яндекс и СУП. Полный список компаний приведён на официальном сайте раскладки.